# Fūtarō Yamada
Pour les articles homonymes, voir Yamada.
Fūtarō Yamada (山田 風太郎, Yamada Fūtarō) est un auteur né le 4 janvier 1922 dans la préfecture de Hyōgo, située dans la région de Kobe au Japon, et mort le 28 juillet 2001.

## Biographie
Fūtarō Yamada, de son vrai nom Seiya Yamada, écrit son premier roman à l'âge de 25 ans alors qu'il est étudiant en médecine à la faculté de Tokyo. Il est remarqué par la critique et décide alors de consacrer son temps à l'écriture.
Ses premiers romans sont des enquêtes policières qui remportent un grand succès auprès du public mais c'est grâce à ses œuvres sur l'univers ninja (Kōga ninpō chō en 1958, puis l'ensemble de ses livres sur Yagyū Jūbei Mitsuyoshi : Yagyū ninpō chō en 1964, Makai tenshō en 1967 et Yagyū Jūbei shisu en 1992) qu'il accède réellement à la célébrité. Nombre de ces romans seront ensuite adaptés au cinéma, en manga et en anime.
Il a également écrit plusieurs essais et romans historiques.
Il reçoit en 2004 à titre posthume le prix du manga Kōdansha pour Basilisk, adapté de son roman Kōga ninpō chō.

## Œuvres
- Ganchū no akuma (眼中の悪魔?), 1948
- Kyozō inraku (虚像淫楽?), 1948, adapté en manga en 1978.
- Akuryō no mure (悪霊の群?), 1955 avec Takagi Akimitsu, adapté en film en 1956.
- Jūsankaku kankei (十三角関係?), 1956
- Idaten hyakuri (いだ天百里?), 1957, adapté en manga en 2006.
- Kōga ninpō chō (甲賀忍法帖?), 1958 (Shinobi, Calmann-Lévy, 2007), adapté en manga en 2003 sous le nom de Basilisk  et en film en 2005 et sorti en France sous le nom de Shinobi
- Edo ninpō chō (江戸忍法帖?), 1960, adapté en film en 1963.
- Onna rō hishō (おんな牢秘抄?), 1960, adapté en film en 1995 et en manga en 2006.
- Gunkan ninpō chō (軍艦忍法帖?), 1961
- Kunoichi ninpō chō (くノ一忍法帖?), 1961, adapté en film en 1964 et 1991.
- Gedō ninpō chō (外道忍法帖?), 1962, adapté en film en 1964 et 1992.
- Ninja tsukikageshō (忍者月影抄?), 1962, adapté en film en 1963 et 1996.
- Ninpō chūshingura (忍法忠臣蔵?) 1962, adapté en film en 1965 et 1994.
- Kan no naka no etsuraku (棺の中の悦楽?), 1962, adapté en film en 1965 et sorti en France sous le nom Les Plaisirs de la chair.
- Taiyō kokuten (太陽黒点?), 1963
- Iga ninpō chō (伊賀忍法帖?), 1964, adapté en film en 1982 sous le titre Ninja Wars et en manga en 2004.
- Ninpō hakkenden (忍法八犬伝?), 1964
- Fūrai ninpō chō (風来忍法帖?), 1964, adapté en film en 1965 et 1968.
- Yagyū ninpō chō (柳生忍法帖?), 1964 (Les Manuscrits ninja, Éditions Philippe Picquier, 2010), adapté en film en 1998 et en manga en 2005.
- Ninpō sōden 73 (忍法相伝73?), 1965, adapté en film en 1969.
- Jiraiya ninpō chō (自来也忍法帖?), 1965, adapté en film en 1995.
- Maten ninpō chō (魔天忍法帖?), 1965
- Shingen ninpō chō (信玄忍法帖?), 1967
- Makai tenshō (魔界転生?), 1967, adapté en film en 1981, en 1996, et en 2003, connu sous le nom Samurai Resurrection
- Shinobi no manji (忍びの卍?), 1967, adapté en film en 1968.
- Ninpō kenshiden (忍法剣士伝?), 1968
- Ginga ninpō chō (銀河忍法帖?), 1968
- Higisho sōdatsu (秘戯書争奪?), 1968, adapté en film en 1993.
- Ninpō fūin ima yaburu (忍法封印いま破る?), 1969
- Ninja kokubyaku zōshi (忍者黒白草紙?), 1969
- Ninpō sōtō no washi (忍法双頭の鷲?), 1969
- Uminari ninpō chō (海鳴り忍法帖?), 1971
- Keishichō sōshi (警視庁草紙?), 1975, adapté en série TV en 2001.
- Gentō tsujibasha (幻燈辻馬車?), 1976
- Hakkenden (八犬伝?), 1983 (Les huit chiens des Satomi, traduction Jacques Lalloz, éditions Philippe Picquier, 2013)
- Basara (婆沙羅?), 1990
- Yagyū Jūbei shisu (柳生十兵衛死す?), 1992, adapté en manga en 2000.